# Jack Kerouac
Jack Kerouac (/ˈkɛruːæk/); tên khai sinh Jean-Louis Lebris de Kérouac, 12 tháng 3 năm 1922 – 21 tháng 10 năm 1969) là một tiểu thuyết gia và nhà thơ Mỹ.
Ông được coi là một người bài trừ thánh tượng văn học, bên cạnh William S. Burroughs và Allen Ginsberg, một nhà tiên phong của thế hệ Beat. Kerouac được công nhận với các tác phẩm văn xuôi tự phát của ông. Tác phẩm của ông bao gồm các chủ đề như tính tôn giáo của Công giáo, jazz, ngoại tình, Phật giáo, ma túy, nghèo đói, và du lịch. Ông trở thành một người nổi tiếng underground, và với các beat khác, ông trở thành một tiền thân của phong trào hippie, mặc dù ông vẫn đối kháng đối với một số phần tử cực đoan chính trị của phong trào này.
Năm 1969, ở tuổi 47, Kerouac chết vì xuất huyết nội do lạm dụng rượu lâu dài. Kể từ khi ông qua đời, uy tín văn chương của Kerouac đã phát triển và một số tác phẩm trước đây chưa từng biết đến đã được công bố. Tất cả các cuốn sách của ông được in bao gồm The Town and the City, On the Road, Doctor Sax, The Dharma Bums, Mexico City Blues, The Subterraneans, Desolation Angels, Visions of Cody, The Sea Is My Brother, và Big Sur.

## Âm nhạc
Album phòng thu

- Poetry for the Beat Generation (với Steve Allen) (1959)
- Blues and Haikus (với Al Cohn và Zoot Sims) (1959)
- Readings by Jack Kerouac on the Beat Generation (1960)

Compilation albums
- The Jack Kerouac Collection (1990) [Box] (Audio CD collection of three studio albums)
- Jack Kerouac Reads On the Road (1999)

## Văn học
Tiểu thuyết
- The Sea Is My Brother (Đại dương là huynh đệ) (1942)
- The Town and the City (Thị trấn và thành thị) (1950)
- On the Road (Trên đường) (1957)
- Doctor Sax
- The Dharma Bums
- Mexico City Blues
- The Subterraneans
- Desolation Angels
- Visions of Cody
- Big Sur.

Tiểu luận
- Belief & Technique For Modern Prose (Những định đề và kỹ thuật dành cho văn xuôi hiện đại)